# Ommatissus bimaculata
Ommatissus bimaculata är en insektsart som beskrevs av Frederick Arthur Godfrey Muir 1931. Ommatissus bimaculata ingår i släktet Ommatissus och familjen Tropiduchidae. Inga underarter finns listade i Catalogue of Life.